# Labrisomus guppyi
Labrisomus guppyi är en fiskart som först beskrevs av Norman 1922.  Labrisomus guppyi ingår i släktet Labrisomus och familjen Labrisomidae. Inga underarter finns listade i Catalogue of Life.